# Uniqa Insurance Group
Az Uniqa Insurance Group AG (vállalati nevén UNIQA) az egyik legnagyobb biztosítási csoport fő piacain, Ausztriában, valamint Közép-és Kelet Európában, és körülbelül 40 társasággal rendelkezik 22 országban, és mintegy 10,5 millió ügyfelet szolgál ki.
A vállalat központja a bécsi Uniqa Towerben található, és a bécsi tőzsdén jegyzik.
1999-ben alapították, 2000-ben pedig több európai országban is felvásárolt cégeket. 2011. július 1-jén egy új menedzsmentcsoport vette át a cég irányítását. A csoport egy új növekedési stratégiát dolgozott ki. 2014 márciusában bekerült a bécsi tőzsde belépő szintű tőzsdeindexébe.
2018-ban az Uniqa volt az első osztrák biztosítási csoport, amely bejelentette a szénalapú tranzakciók fokozatos megszüntetését.
2020 februárjában az Uniqa 1 milliárd euróért felvásárolta az AXA lengyelországi, csehországi és szlovákiai leányvállalatait. A felvásárlást az Európai Bizottság 2020 júliusában hagyta jóvá, és 2020 októberében fejeződött be, a vállalat történetének legnagyobb akvizíciójaként.

## Fordítás
Ez a szócikk részben vagy egészben  az   Uniqa Insurance Group című angol Wikipédia-szócikk ezen változatának fordításán alapul.  Az eredeti cikk szerkesztőit annak laptörténete sorolja fel. Ez a jelzés csupán a megfogalmazás eredetét és a szerzői jogokat jelzi, nem szolgál a cikkben szereplő információk forrásmegjelöléseként.